# Gautam Rode
Gautam Rode (Nueva Delhi, 14 de agosto de 1977) es un actor y presentador de televisión indio mayormente conocido por interpretar a Saraswatichandra en la telenovela indú "Saras y Kumud, almas gemelas" obteniendo un rol protagonista en esta.

## Primeros años
Nacido en Nueva Delhi, su familia se trasladó tiempo después a Bombay, donde se tuvo que enfrentarse a diversas crisis financieras. Su padre, Surendra Rode fue corredor y su madre Sangeeta Rode, diseñadora de joyas. El matrimonio tuvo dos hijos, Rashmi y Rode. 
Realizó sus estudios en la escuela pública del Ejército Dhaula Kuan en Delhi.

## Carrera profesional
Participó en diversos programas de televisión, como: Baa Bahu Aur Baby, Lucky, Saraswatichandra y Maha Kumbh: Ek Rahasaya, Ek Kahani. En 2019, apareció en Kaal Bhairav Rahasya (temporada 2) como Veervardhan Singh.
Debutó en Bollywood en 2002, con la película Annarth. También realizó pequeños papeles en algunas películas de Bollywood .
El punto de inflexión en su carrera fueron los espectáculos Saraswatichandra, Maha Kumbh: Ek Rahasaya, Ek Kahani, Suryaputra Karn y Kaal Bhairav Rahasya. Posteriormente intervino en la película de Bollywood Aksar 2 junto a Zarine Khan.

## Vida personal
Rode es un entusiasta y apasionado del fitness y vegetariano. Reside en Kandivali, Bombay. Se casó con su compañera, la actriz Pankhuri Awasthy, con quien había trabajado en Suryaputra Karn, en febrero de 2018.
También fue vinculado con su compañera de elenco, Jennifer Winget, a rumores de romance. Pero nada ha sido confirmado.

## Filmografía

### películas
| Año  | Película      | Papel                     | Notas             | Ref (s) |
| ---- | ------------- | ------------------------- | ----------------- | ------- |
| 2002 | Annarth       | Inspector Sameer Deshmukh | Película de debut |         |
| 2005 | U, Bomsi y yo | Sam Mac Patel             |                   |         |
| 2009 | Agyaat        | Sharman Kapoor            |                   |         |
| 2017 | Aksar 2       | Patrick Sharma            |                   |         |

### Televisión
| Año       | Show                               | Papel                                  | Ref (s) |
| --------- | ---------------------------------- | -------------------------------------- | ------- |
| 2000      | Jahan Pyaar Mile                   | Rijju                                  |         |
| 2000      | Rishtey                            | Rol Episódico                          |         |
| 2000-2001 | Apna Apna Style                    | Rocoso                                 |         |
| 2000      | Thriller a las 10                  | Roles episódicos                       |         |
| 2005–2007 | Baa Bahoo Aur Baby                 | Anish Kotak                            |         |
| 2005      | Suerte                             | Suerte                                 |         |
| 2006      | Betiyaan Apni Yaa Paraaya Dhan     | Parte                                  |         |
| 2008      | Intezaar                           | Mohan / Madhav                         |         |
| 2008      | Simplemente Sapney                 | Karan Mehra                            |         |
| 2008      | Rubi                               | Kunal                                  |         |
| 2008–2009 | Babul Ka Aangann Chootey Na        | Lakhan Malik                           |         |
| 2010      | Mata Ki Chowki                     | Un hombre                              |         |
| 2010      | Kashi - Ab Na Rahe Tera Kagaz Kora | Shaurya                                |         |
| 2010      | Crimen y Bollywood                 | Don raghu                              |         |
| 2010      | Maan Rahe Tera Pitaah              | Rajveer                                |         |
| 2010      | Aahat                              | Él mismo                               |         |
| 2010–2011 | Mera Naam Karegi Roshan            | Samvad                                 |         |
| 2011      | India tiene talento(Temporada 3)   | Anfitrión                              |         |
| 2012      | Teri Meri Historias de amor        | Tarun                                  |         |
| 2012-2013 | Nach Baliye 5                      | Anfitrión                              |         |
| 2013–2014 | Saraswatichandra                   | Saraswatichandra Vyas                  |         |
| 2013–2014 | Nach Baliye 6                      | Anfitrión                              |         |
| 2014-2015 | Maha Kumbh: Ek Rahasaya, Ek Kahani | Rudra                                  |         |
| 2015-2016 | Suryaputra Karn                    | Karna                                  |         |
| 2018-2019 | Kaal Bhairav Rahasya (temporada 2) | Veervardhan "Veer" Singh / Bade Yuvraj |         |